# 1455 Mitchella
1455 Mitchella је астероид главног астероидног појаса са средњом удаљеношћу од Сунца која износи 2,246 астрономских јединица (АЈ).
Апсолутна магнитуда астероида је 12,8 а геометријски албедо 0,249.